# Ольгіно (Чистоозерний район)
Ольгіно (рос. Ольгино) — село у Чистоозерному районі Новосибірської області Російської Федерації.
Входить до складу муніципального утворення Ольгінська сільрада. Населення становить 273 особи (2017).

## Історія
Згідно із законом від 2 червня 2004 року органом місцевого самоврядування є Ольгінська сільрада.

## Населення
| 2002 | 2007 | 2010 | 2012 | 2013 | 2014 | 2015 |
| ---- | ---- | ---- | ---- | ---- | ---- | ---- |
| 411  | ↘350 | ↘293 | ↗298 | ↘292 | ↘281 | →281 |
| 2016 | 2017 |      |      |      |      |      |
| ↗287 | ↘273 |      |      |      |      |      |